# مارمولک خانگی آسیایی

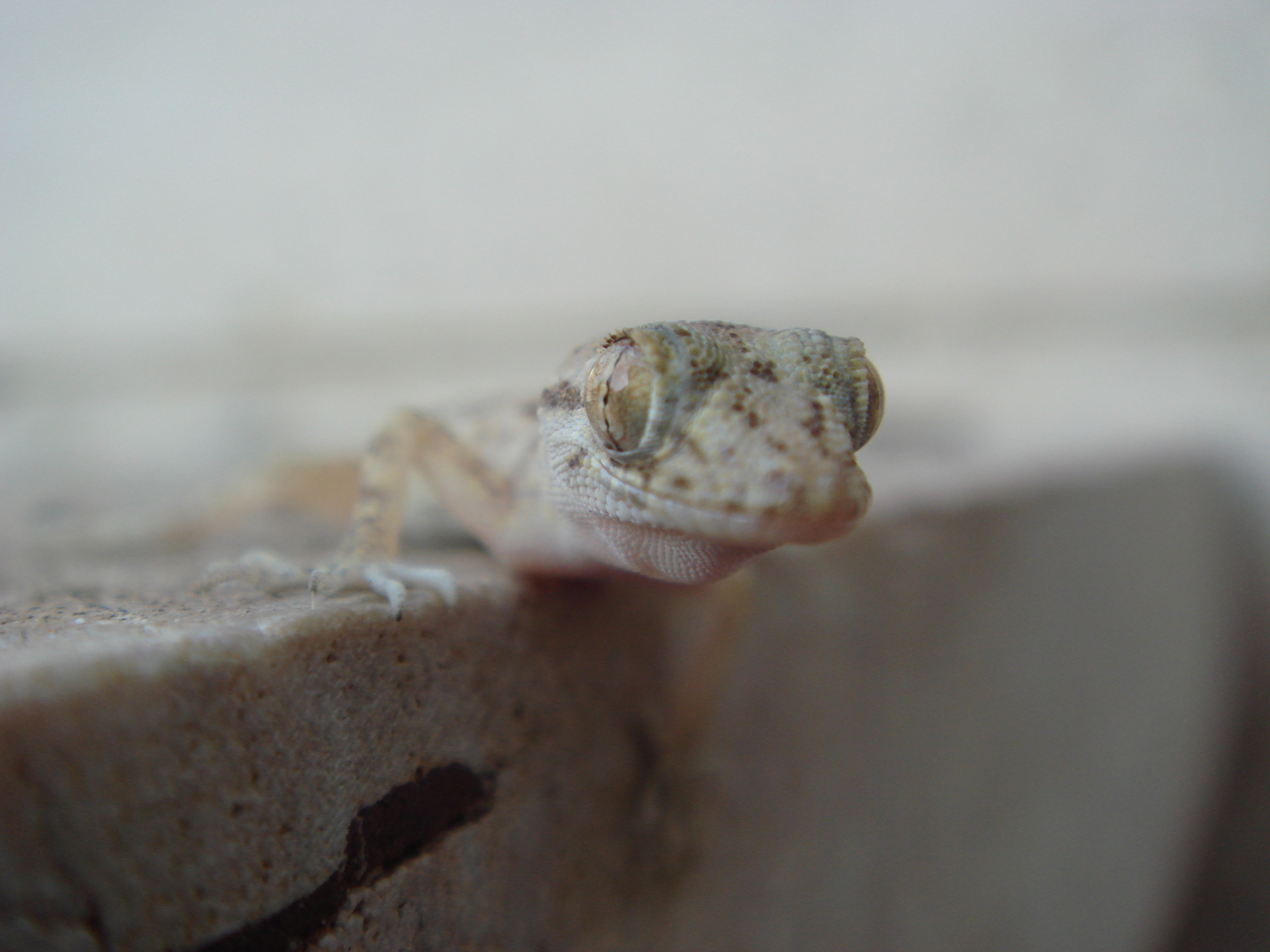
یک بچه مارمولک خانگی در ایران

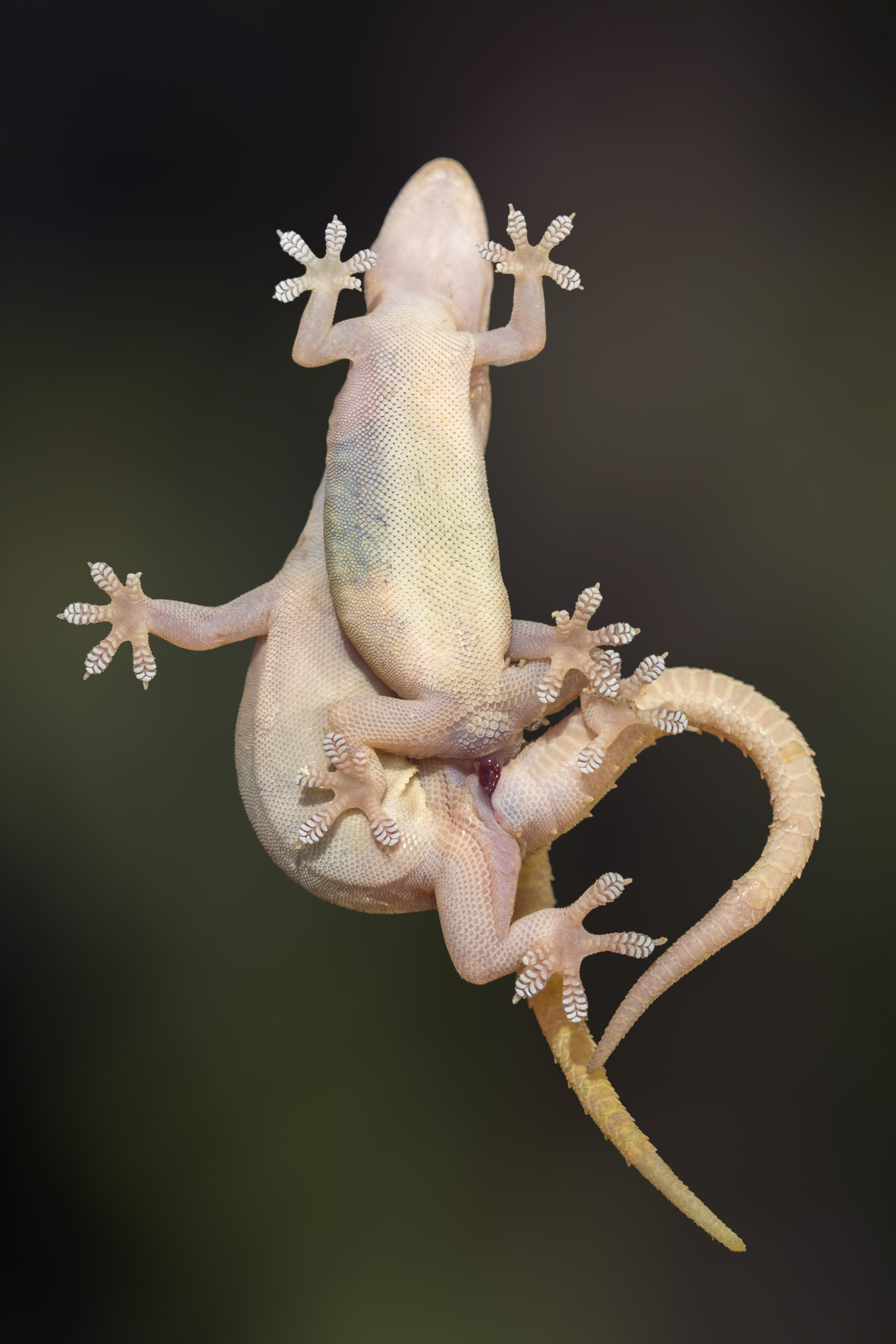
نحوهٔ جُفت‌گیری مارمولک خانگی آسیایی.

مارمولک خانگی (نام علمی: Hemidactylus frenatus) نوعی مارمولک خانگی است. این جانور بومی جنوب شرقی آسیاست و به نام‌های مارمولک اقیانوسیه‌ای و مارمولک آسیایی نیز خوانده می‌شود. مارمولک خانگی به وسیله کشتی‌ها در بسیاری نقاط جهان از جمله جنوب کشور آمریکا، استرالیا، آفریقا و خاورمیانه پراکنده شده است.
اندازه آن حدود ۷٫۵ تا ۱۵ سانتی‌متر است و معمولاً بر دیوار خانه‌ها و ساختمان‌ها در جستجوی حشرات دیده می‌شود. از آنجا که مارمولک‌های خانگی (مانند خیلی از مارمولک‌ها) صدایی مانند جکو، جکو تولید می‌کنند، در برخی زبان‌ها از جمله انگلیسی، جکو نامیده شده‌اند.

## خرافات در مورد مارمولک خانگی
در برخی کشورها از قبیل هندوستان برخی مردم باور دارند که مارمولک‌های خانگی سمی هستند. در جنوب شرق آسیا مردم آنها را خوش یمن می‌دانند در حالی که در برخی مناطق هند بدیمن دانسته می‌شوند و در برخی دیگر از مناطق هند دیدن مارمولک در شب عید دیوالی را نشانه رسیدن به خوشبختی در سال بعد می‌دانند. در بنگلادش آن ها سمبل پایداری در راستگویی هستند (چون صدایی که تولید می‌کنند "thik" به زبان محلی راستی معنا می‌دهد) و بالاخره در یمن و برخی دیگر از کشورهای عربی بیماری‌های پوستی را به راه رفتن مارمولک بر پوست صورت در زمان خواب منتسب می‌کنند.